# 双林駅
双林駅（そうりん-えき）は中華人民共和国天津市津南区に位置する天津地下鉄1号線の駅である。

## 駅構造
- 相対式ホーム2面2線の地下駅で、ホームドア完備。出口は2箇所ある。

## 駅周辺
- 天津工程師範学院

## 歴史
- 2006年6月12日 - 地面駅として開業。
- 2016年12月28日 - 地下化工事により休止[1]。
- 2018年12月3日 - 地下駅として再開業[2]。

## 隣の駅
- ■1号線

李楼駅 - 双林駅 - 財経大学駅